# Српска музика
Српска музика се односи како на музику аутора са подручја Србије тако и на музичке традиције српског народа у овој и другим земљама света. Историјски гледано, на традиционалну или „изворну” музику региона Балкана, утицали су нарочито келтска, византијска и турска музика, као и музика западне Европе у последња два века.

## Средњи век
Византијски историчари савременици су оставили сведочанства о постојању музичара, певача и свирача на трубама и жичаним инструментима код Јужних Словена. Трагови ове музичке традиције су вероватно сачувани у додолским песмама и играма. Када су Ћирило и Методије увели богослужење на словенском језику, створили су се услови за настанак словенске црквене музике. Црквени текстови су рецитовани на један, два или три тона.
Српска музика се развијала у оквиру Византијске музичке културе, како за време српске средњовековне државе (12-15. век), тако и за време под Турцима. Појање је било једногласно, а извођено је хорски или солистички. Диригент (доместик) је покретима руку указивао на ток мелодије. Главни певач (протопсалт) је певао на почетку скраћену мелодијску припрему песме, која је била формула за цело музичко дело. Након тога би почињао песму једногласно уз пратњу хора. Код мелизматичних мелодија, хор би имао задатак да само држи свој тон (исон). Певач није користио забелешке, односно све мелодије је певао напамет.
Узор за компоновање црквених мелодија биле су мелодије Осмогласника, збирки црквених песама за недељну службу посвећених Христовом васкрсењу. Оне су се понављале сваких 8 недеља у једном од осам црквених гласова. Сваки глас је одговарао посебном модусу.
Неке песме српских аутора носе ознаке појединих гласова, по чему се закључује да су писане за појање.
Краљица Јелена, жена краља Уроша I, имала је свој црквени хор певача под управом великог доместика Раула из Зихне.
Неки српски средњовековни записи садрже неуме (средњовековне ноте). Аутори ових композиција били су: Стефан Србин (композиција „Ниња сили”), Никола Србин, Исаија Србин и други. Стварали су кратке једногласне литургијске песме. У њима већи скокови наглашавају значајне речи, тако да је мелодија органски повезана са текстом.
Постоје оскудни докази да је у Србији, Босни и Зети постојала и световна музика на двору и међу народом. У држави Немањића, музика је била део дворског церемонијала. Извођачи музике и сродни забављачи називани су: свиралници, глумци и праскалници. Тако је Стефан Првовенчани крунисан уз звуке бубњева и гусала, док је деспот Стефан Лазаревић дочекиван трубама. Цар Душан је размењивао музичаре са Дубровчанима. Српски свирач Драган из Призрена је 1335. био градски музичар у Дубровнику.
Стефан Лазаревић је на свом двору имао музичку капелу. У библиотеци Ђурђа Бранковића налазио се богато илустровани псалтир, данас познат као Минхенски псалтир.
Инструменти дворских музичара били су: свирале, лауте, трубе, добоши, гајде и други. Представе у ликовној уметности су једини извор информација о инструментима тог доба (Мирослављево јеванђеље, Минхенски псалтир, Хиландар, Дечани и други).
За време турске владавине над Србијом, најпопуларнији инструменти били су гусле, тапани, зурле и тамбуре.

## Етно и фолк
Први српски певачи народне музике који су били надалеко познати, појавили су се отприлике уочи Другог светског рата. Први међу њима били су Цицварићи, Властимир Павловић Царевац и Вуле Јевтић, који је био кафански певач, познат по песми Још литар један. У то време су певане севдалинке, староградске, етно, али и српске фолк песме. Певачи са којима фолк музика доживљава процват били су Даница Обренић (Мој дилбере, куд се шећеш), Миле Богдановић, Радмила Димић (С оне стране Мораве), Миодраг Поповић, Анђелија Милић, Ксенија Цицварић (Лети, лети, песмо моја мила) и Нада Мамула, извођач севдалинки, а позната по хиту Кад ја пођох на Бембашу. Љубивоје Видосављевић и Зорка Буташ су били стални запослени певачи на Радио Београду. Касније се јављају праве музичке звезде, популарне широм Југославије. Први међу њима је био Предраг Гојковић Цуне, који је каријеру почео још 1949. а касније постао познат захваљујући песмама Кафу ми драга испеци, Љубав ми срце мори, Ај, чија фрула и Јаничар. Једини певач који је престигао Цунетов успех био је Предраг Живковић Тозовац, који је почео да пева петнаест година касније, и чије су најпознатије песме Виолино не свирај, Очи једне жене, Ти си ме чекала, Сирома' сам, ал' волим да живим, Овамо Цигани и Празна чаша на мом столу.
Године 1964. Лепа Лукић снима песму Од извора два путића и убрзо постаје највећа звезда фолк музике у читавој Југославији. Током врло плодне и успешне каријере снимила је двадесетосам албума и отпевала неке од највећих хитова српске народне музике, попут песама Чај за двоје, Срце је моје виолина и Певам и тугујем. Њена пријатељица и подједнако популарна певачица била је трагично настрадала Силвана Арменулић. Она је каријеру почела певајући севдалинке, да би потом прешла на српску фолк музику. Њеним највећим хитовима сматрају се песме Над извором врба се наднела, Звезда тера месеца, Циганине, свирај, свирај и Шта ће ми живот без тебе драги.
Фолк музика током шездесетих година доживљава праву експанзију са певачима попут Шабана Шаулића, Бора Дрљаче, Мице Трофртаљке, познате по изразито вулгарним текстовима. Специфично лице српске музичке сцене тог времена, а и седамдесетих, била је Оливера Катарина, која је као интерпретатор не само шумадијског мелоса и етно музике већ и грчке, шпанске и црначке музике, али и циганских романси и шансона, одржала преко сто концерата широм света. Позната је по песмама Алај ми је вечерас по вољи, А што ти је мила кћери, Ђелем, ђелем, Верка калуђерка, Нишка бања, Ево банке Цигане мој и Љубав (Седим у једном париском локалу). Насупрот њој, Василија Радојчић (Димитријо, сине Митре, На Ускрс сам се родила, Весели се кућни домаћине, Обраше се виногради, Мито бекријо и Ајде Јано коло да играмо) певала је искључиво фолк песме. Истовремено са њима певачку каријеру почињу Изворинка Милошевић и Мира Васиљевић, као и Гордана Стојићевић, која захваљујући песмама Ја не могу мила мајко без њега, Загрли ме ти, Пусти ме да нађем срцу лек, Опрости ми што мислим на тебе и Пала ћуприја остаје популарна и деценијама након врхунца каријере.
Неколико светски значајних композитора користило је мотиве српске народне музике и компоновало дела инспирисано српском историјом или културом, као на пример: Јоханес Брамс, Франц Лист, Артур Рубинтштајн, Антоњин Дворжак, Петар Чајковски, Николај Римски-Корсаков, Франц Шуберт, Ханс Хубер и други.

## Савремена музика
Током седамдесетих и осамдесетих настао је у Србији велики број рок група међу којима су најпопуларније биле Смак, Тајм, Ју група, Корни група, Генерација 5, Рибља чорба, Бајага и Инструктори и Ван Гог.
Први знаци популарне музике која није усмерена ка најширем слоју становништва као својој публици (тј. „алтернативна” или „инди” музика) појавили су се осамдесетих година када је у Србији краткорочно заживео покрет познат као нови талас. Његови зачетници били су Идоли, Шарло Акробата и Електрични оргазам, а следили су их Дисциплина кичме, ЕКВ и Партибрејкерси који су у наредним годинама стекли бројнију публику.
Најслушанија музика деведесетих година у Србији је била турбо-фолк, а највеће звезде тог времена су Цеца Ражнатовић, Весна Змијанац и Драгана Мирковић. Та музика је и сада као и деведесетих јако слушана у Србији.
Током деведесетих година у Србији се појављују прве значајније музичке групе које се окрећу жанровима као што су хип хоп, реге и електро или из њих црпе бар неке од својих утицаја.
Што се тиче хип хопа и репа, значајни извођачи су: Саншајн, Гру, Вуду Попај, 187, Иван Ивановић Ђус а нешто касније велику популарност су задобили Београдски синдикат, Шкабо, Марчело и андерграунд реп састави Бед Копи, Прти Бее Гее, 43зла, Ајс Нигрутин итд.
Током друге половине деведесетих година, на алтернативној/инди сцени мање или више везаној за отпор према тадашњој српској власти, и делом окупљеној око радија и издавачке куће Б92 издвојили су се Дарквуд Даб, Канда, Коџа и Небојша, Рамбо Амадеус, Велики Презир, Јарболи, Ева Браун итд. Такође у ово доба заживљава и електронска сцена, те се организују први техно, хаус и електро наступи и журке у већим градовима. Након промене власти која је уследила 2000. године, већи број ових и сличних група престаје са својим политичким ангажманом и самим тим донекле губи на значају.
Међу значајнијим младим алтернативним/инди групама делом везаним за „Нову српску сцену“ (првобитно рубрика коју је покренуо веб-магазин Попбокс) данас су С. А. Р. С., Петрол, Репетитор, Горибор, Лира Вега, Хоркестар, Чинч, Електроласта, Иње, Слептреп, Тусилаго, Нежни Далибор, Вирвел, Ана Невер, Ендорфин, Пикник итд. Ови састави су по музичком стилу међусобно веома различити и повезани су пре свега чињеницама да су постали активни у претходних неколико година, да као публику имају готово искључиво младу и урбану популацију, да се промовишу самостално (пре свега путем интернета), да углавном немају званичних издања (или самостално издају албуме), и да сви имају занемарљиву медијску подршку у поређењу са бројем фанова.
У 21. веку слушана је и фолк, турбо-фолк, поп-фолк и поп музика. Неки од извођача ове музике јесу Јелена Карлеуша, Сандра Африка, Љупка Стевић, Наташа Беквалац, Милан Станковић, Индира Радић, Миле Китић, Саша Ковачевић, Сека Алексић, Марина Тадић, Неда Украден, Ксенија Пајчин, Вики Миљковић, Ана Штајдохар, Анабела Атијас, Александра Радовић, Гоца Тржан, Александра Ковач, Емина Јаховић, Оља Карлеуша, Ивана Селаков, Лејла Хот и остали.

## Традиционални инструменти
- Гусле
- Двојнице
- Труба
- Тамбура
- Хармоника
- Гајде
- Шаргија
- Зурле
- Гоч (тапан)
- Дромбуље
- Деф
- Кавал